# Козін (Мазовецьке воєводство)
Козін (пол. Kozin) — село в Польщі, у гміні Красне Пшасниського повіту Мазовецького воєводства.
Населення — 145 осіб (2011).
У 1975—1998 роках село належало до Цехановського воєводства.

## Демографія
Демографічна структура станом на 31 березня 2011 року:
|          | Загалом | Допрацездатний вік | Працездатний вік | Постпрацездатний вік |
| -------- | ------- | ------------------ | ---------------- | -------------------- |
| Чоловіки | 79      | 16                 | 56               | 7                    |
| Жінки    | 66      | 11                 | 42               | 13                   |
| Разом    | 145     | 27                 | 98               | 20                   |